# Гир'ї
Гир'ї (рос. Гирьи) — присілок в Біловському районі Курської області Російської Федерації.
Населення становить 1465 осіб. Входить до складу муніципального утворення Гир'янська сільрада.

## Історія
Населений пункт розташований на території українського етнічного та культурного краю Східна Слобожанщина.
Від 2004 року входить до складу муніципального утворення Гир'янська сільрада.

## Населення
| 2002 | 2010  |
| ---- | ----- |
| 1679 | ↘1465 |